# バルザストランダルシスラ
バルザストランダルシスラ (アイスランド語:Barðastrandarsýsla) はアイスランドの北西部、西部フィヨルド地方に位置し東西に隣り合う2つの県、東バルザストランダルシスラ県および西バルザストランダルシスラ県の総称である。西バルザストランダルシスラはヨーロッパの西端である。名前は、西バルザストランダルシスラ県の南岸全体を指すバルザストロントに由来する。
なおこの名称は語学的には、「バルザ・ストランダル・シスラ」と分解され、それぞれ「外縁・海岸・県」の意味である。行政区分としての県の名称では、これにオイストル (Austur-、東) またはヴェストゥル (Vestur-、西) が付けられる。